# Kellerberg 2 (Annaburg)
Das Haus Kellerberg 2 (Annaburg) ist ein denkmalgeschütztes Gebäude in Annaburg im Landkreis Wittenberg in Sachsen-Anhalt. Es befindet sich gegenüber dem Gebäude der heutigen Sekundarschule. Bekannt ist es als das Ehemalige Gestüt der Stadt Annaburg.

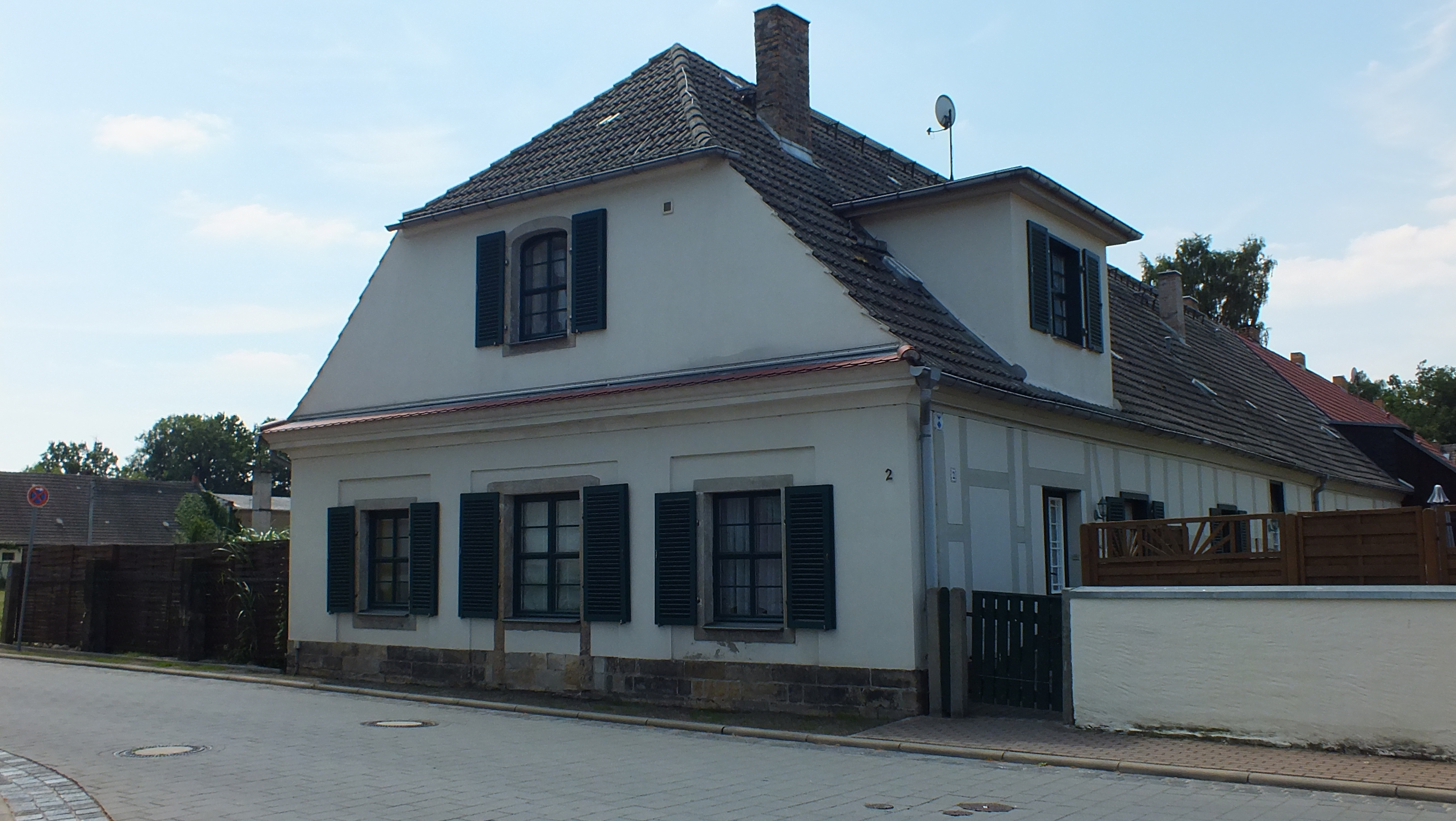
Kellerberg 2

## Geschichte
Im Jahr 1793 wurde durch den sächsischen Kabinettsminister Camillo Graf Marcolini die Sächsische Landfohlen-Erziehungsanstalt in Annaburg gegründet. Eine Erweiterung durch Gründung von Filialen in Glücksburg und Moritzburg erfolgte 1800. Vierzehn Jahre später wurde das Gestüt durch den damaligen russischen Militärgouverneur geschlossen. Im 19. Jahrhundert erfolgte eine Nutzung der Gebäude als Schäferei, wobei das heute unter Denkmalschutz stehende Wohngebäude als Stall genutzt wurde. An der Stelle des ehemaligen Hauptgebäudes befindet sich jetzt ein Schulbau aus dem Jahr 1903.

## Beschreibung
Das Gebäude ist ein langgestreckter einstöckiger Fachwerkbau mit Krüppelwalmdach. Die massiv gemauerten Giebelseiten sind durch umgreifende Lisenen im Stil des Dresdener Spätbarock gegliedert.